# Юліус Кернер
Юліус Кернер (нім. Julius Körner, 22 грудня 1870 — 19 листопада 1954) — німецький академічний веслувальник.
Бронзовий призер Олімпійських Ігор 1900 року в складі розпашної четвірки зі стерновим A.